# Веллі Тауншип (округ Монтур, Пенсільванія)
Веллі Тауншип (англ. Valley Township) — селище (англ. township) в США, в окрузі Монтур штату Пенсільванія. Населення — 2159 осіб (2020).

## Демографія
Згідно з переписом 2010 року, у селищі мешкало 2158 осіб у 841 домогосподарстві у складі 648 родин. Було 875 помешкань
Расовий склад населення:
| - 96,5 % — білих - 1,3 % — чорних або афроамериканців - 1,3 % — азіатів |

До двох чи більше рас належало 0,8 %. Частка іспаномовних становила 1,2 % від усіх жителів.
За віковим діапазоном населення розподілялося таким чином: 22,6 % — особи молодші 18 років, 61,9 % — особи у віці 18—64 років, 15,5 % — особи у віці 65 років та старші. Медіана віку мешканця становила 45,7 року. На 100 осіб жіночої статі у селищі припадало 101,3 чоловіків;  на 100 жінок у віці від 18 років та старших — 95,9 чоловіків також старших 18 років.
Середній дохід на одне домашнє господарство  становив 83 405 доларів США (медіана — 69 231), а середній дохід на одну сім'ю — 93 593 долари (медіана — 79 375). Медіана доходів становила 54 107 доларів для чоловіків та 40 987 доларів для жінок. За межею бідності перебувало 4,2 % осіб, у тому числі 3,0 % дітей у віці до 18 років та 9,3 % осіб у віці 65 років та старших.
Цивільне працевлаштоване населення становило 1080 осіб. Основні галузі зайнятості: освіта, охорона здоров'я та соціальна допомога — 43,0 %, виробництво — 11,3 %, транспорт — 8,4 %, мистецтво, розваги та відпочинок — 7,7 %.